# Tlaltecuhtli

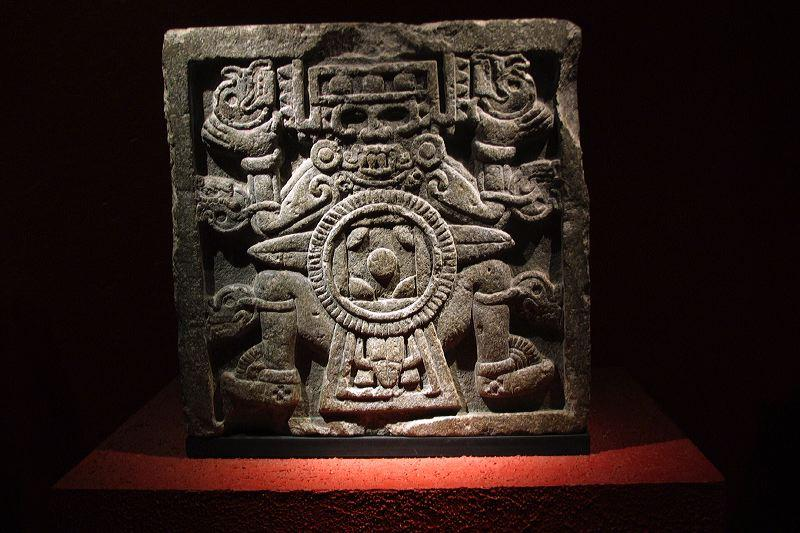
Statue de Tlaltecuhtli (musée du Templo Mayor).

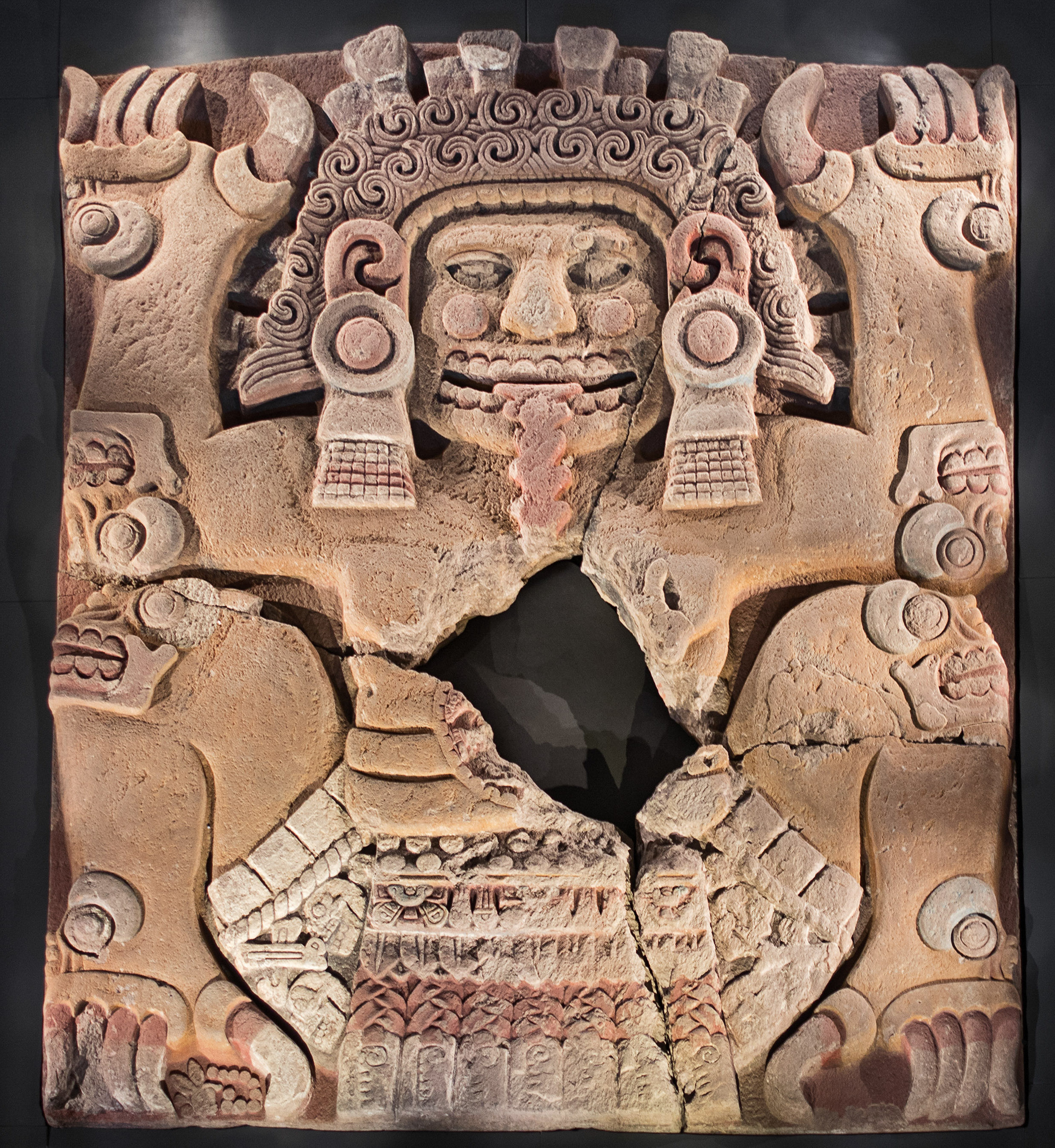
Le monolithe de Tlaltecuhtli (musée du Templo Mayor, ciudad de México).

Tlaltecuhtli (nom signifiant « Seigneur de la Terre » en nahuatl) est une divinité mésoaméricaine. Elle a été identifiée dans les sculptures et l'iconographie de la période postclassique, principalement chez les Aztèques ainsi que d'autres peuples nahuas. Cette divinité est souvent qualifiée à la fois de « génitrice » et de « dévoreuse » de vie. 
Selon Eduardo Matos Moctezuma, sa principale fonction était de dévorer les cadavres et d'en régénérer une vie nouvelle dans sa matrice ; à ce titre, il estime qu'elle est comparable à la déesse indienne Kâlî.
Selon un mythe, son corps aurait été descendu du paradis et mutilé par les dieux Quetzalcóatl et Tezcatlipoca. Selon Eduardo Matos Moctezuma, on connaît plus de quarante représentations de Tlaltecuhtli. Le genre masculin et féminin de cette divinité varie selon les représentations, même si elle est le plus souvent représentée avec des attributs spécifiquement féminins, comme des seins et une jupe. Tlaltecuhtli est le plus souvent représentée avec la bouche ouverte, qui fait référence à sa fonction de dévoreuse de vie, et des crocs et des griffes zoomorphes.

## Tlalcihuatl et Tlaltecuhtli

Selon quelques sources, la déesse Tlaltecuhtli n'est pas « une déesse » mais « un dieu » par sa détermination lexicale (-cuhtli « mâle » et -cihuatl « femelle »). Alors Tlaltecuhtli est le dieu anthropomorphe de la terre et Tlalcihuatl est la déesse anthropomorphe de la terre. Ils auraient été envoyés sur la terre par les dieux créateurs.
Une divinité vengeresse de l'adultère. Cette divinité ne doit pas être confondue avec Cipactli.
Sous les sculptures aztèques, on trouve souvent des reliefs représentant Tlaltecuhtli, dont le but est de symboliser le lien avec la terre. Un imposant relief monolithique représentant Tlaltecuhtli a été découvert en octobre 2006 près de l'enceinte du Templo Mayor de Mexico-Tenochtitlan. C'est la plus grande sculpture aztèque connue jusqu'à aujourd'hui. On ne connaît pas de temple qui ait été dédié exclusivement à cette divinité. Selon Eduardo Matos Moctezuma, les codex mésoaméricains indiquent que seuls les prêtres étaient chargés de lui rendre un culte.